# Laos flagga

Flaggan 1952-1975

Laos flagga under tiden som fransk koloni

Laos flagga består av tre horisontella band (blått mellan två röda). I mitten av flaggan finns en vit skiva vars diameter uppgår till 8/10 av höjden. Flaggan antogs 2 december 1975 och har proportionerna 2:3.

## Symbolik
Den röda färgen i flaggan representerar blodet som utgjutits i kampen för självständighet. Blått står för landets rikedom. Den vita skivan representerar månen över floden Mekong och även landets enighet under den kommunistiska ledningen. Flaggan är ovanlig i så måtto att det är den enda nationsflagga för ett kommunistiskt land som inte innehåller en stjärna.

## Historik
Dagens laotiska flagga användes som partiflagga för kommunistpartiet Pathet Lao under inbördeskriget 1953. Partiet grep makten 1975, och den nya nationsflaggan infördes i samband med att monarkin avskaffades.

## Äldre flaggor
Från 1952 till kungarikets fall 1975 hade landet en röd flagga med en vit trehövdad elefant (guden Erawan) i mitten. Elefanten står på en piedestal med fem nivåer och ovanför elefanten finns en parasoll med nio nivåer. Den vita elefanten är en vanlig symbol för kunglighet i Sydostasien och elefanten tre huvud syftar på de tre kungarikena Vientiane, Luangprabang, och Xiengkhoung ur vilka Laos skapades. Piedestalen representerar lagarna på vilka landet grundades. Parasollen med nio nivåer är också en kunglig symbol som härstammar från berget Meru i den buddhistiska mytologin.